# Rejmyre linbana
Rejmyre linbana, invigd 1895 och riven 1930, gick mellan Rejmyre och Simonstorp i Östergötlands län. När den byggdes var det den längsta linbanan i norra Europa.
Med linbanan transporterades färdigt glas från glasbruket i Rejmyre till järnvägsstationen i Simonstorp som ligger utmed Östra stambanan. I andra riktningen transporterades råvaror till glasbruket. Linbanan användes också till att transportera timmer, virke m.m. till och från de sågar som fanns i området.
Banan, som var 14,5 km lång gick från Rejmyre öster ut via Bremyra såg till Lindalen över Myckelmossasjön. Därefter svängde den sydost mot Simonstorp. Stationer fanns utöver ändstationerna vid Bremyra och Lindalen (namnet Lindalen existerade långt före linbanans tillkomst).
Man har hittat glasvaror på botten av sjön Hunn som kommer från bruket. Även en linbanevagn har återfunnits och finns idag att beskåda på det Glasmuseum som ligger i anslutning till Reijmyre glasbruk. I Simonstorp ligger Linbanevägen än idag.

## Historia
Disponenten Josua Hezekiel Kjellgren (1838–1901) som ägde och drev glasbruket i Rejmyre mellan åren 1870 och 1901 var den som drog igång bygget av linbanan. Anledningen var att behovet av säkra transporter av glasvaror var stort då vägarna på den tiden var dåliga samtidigt som han hade svårigheter med att få tillstånd av markägarna att dra en järnväg till bruket. Istället kom han på idén med att bygga en linbana eftersom den inte gör så stort intrång hos markägarna.
Under 1900-talet kom bilarna att ta över transporterna mer och mer. Det innebar säkerligen att behovet av linbanan minskade i samma utsträckning. År 1926 lades glasbruket ned och som en följd av det så upphörde driften av linbanan. Den revs under åren 1927 - 1930 och idag kan endast ett fåtal lämningar hittas, bl.a. delar av stödbockarna som sticker upp över vattenytan i Myckelmossasjön. Även vid Bremyra och Lindalen ska de stensatta brunnar där motvikterna i form av stenkistor kunde hänga fritt fortfarande vara synliga.

## Teknik
Linbanan var uppdelat på tre sektioner där varje sektion drevs av en elmotor. Elmotorerna fanns vid stationerna Rejmyre, Bremyra och Lindalen. En fjärde sektion grenade ut c:a 400 m från stationen i Bremyra till sågen och kajen vid vattnet. Banan drevs av trefasmotorer på var och en ca 8 kVA (190 V, 50 Hz) förbrukningseffekt, motsvarande ca 11 hästkrafter. Hastigheten var ca 3 km/h vilket innebär att en resa mellan ändstationerna tog ca 4 timmar och 40 minuter. Huvudkraftkällan var en turbin vid forsen i Bremyra, respektive station hade också reservkraft i form av ångmaskiner eller förbränningsmotorer.
Linbanan var byggd enligt tvålinesystemet, vilket innebar att elmotorerna drev en draglina som vagnarna kopplades till och på så sätt drogs vagnarna framåt. Den 4,5 cm tjocka bärlinan - som bar tyngden av de lastade vagnarna - låg mer eller mindre fast över stödbockarna. Vagnarna rullade längs bärlinan på hjul. Denna konstruktion, patenterad 1873 av Aron F. Westerlund, var den konstruktion som Nordströms linbanor byggde sin verksamhet kring. 

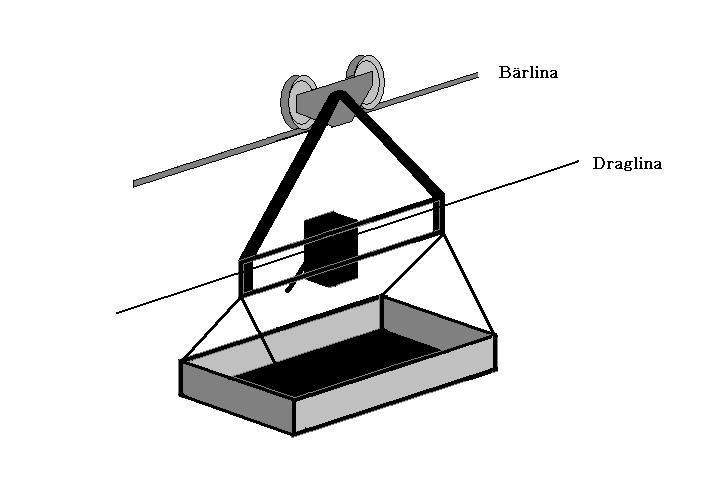
Linbanevagn